# Stazione di Altstätten Stadt
La stazione di Altstätten Stadt è una stazione ferroviaria nel comune svizzero di Altstätten sulla linea Altstätten-Gais.

## Storia
La stazione fu attivata il 18 novembre 1911, in occasione dell'apertura della tratta attualmente in esercizio della ferrovia Altstätten-Gais.

## Strutture e impianti
La stazione dispone di 2 binari, di cui uno dotato di marciapiede, per il servizio passeggeri. È dotata di un moderno fabbricato viaggiatori a due piani e di una pensilina antistante a quest'ultimo.

## Servizi
- Sala d'attesa
- Deposito bagagli automatico[2]

## Movimento
La stazione è servita da treni a cadenza oraria sulla linea S24 della rete celere di San Gallo.

## Interscambi
- Fermata autobus (le linee 300 e 301 di Rheintalbus collegano la stazione a quella delle FFS)[4]